# Fly or Die
Fly or Die è il secondo album dei N.E.R.D, pubblicato il 23 marzo 2004 dalla Virgin Records e prodotto dai Neptunes.

## Tracce
1. Don't Worry About It – 3:41
2. Fly or Die – 3:30
3. Jump – 3:55
4. Backseat Love – 2:48
5. She Wants to Move – 3:33
6. Breakout – 3:47
7. Wonderful Place / Waiting for You – 7:09
8. Drill Sergeant / Preservation – 6:54
9. Thrasher – 2:51
10. Maybe – 4:22
11. The Way She Dances – 4:05
12. Chariot of Fire / Find My Way – 8:15